# Storsjön (Rumsätra)
Storsjön är en sjö i Norrtälje kommun och Vallentuna kommun i Uppland och ingår i Norrtäljeån-Åkerströms kustområde. Sjön är 13,1 meter djup, har en yta på 0,788 kvadratkilometer och befinner sig 38 meter över havet.
I Tärnanområdet finns det ytterligare två sjöar med samma namn. Dessa två sjöar utgör dessutom sjöpar med två andra sjöar som båda två heter Lillsjön. Dessa två sjöpar är Storsjön och Lillsjön som ligger enbart i Vallentuna kommun och Storsjön och Lillsjön som är belägna både i Vallentuna kommun och Österåkers kommun.

## Delavrinningsområde
Storsjön ingår i det delavrinningsområde (660918-165187) som SMHI kallar för Mynnar i Viren. Medelhöjden är 46 meter över havet och ytan är 24,47 kvadratkilometer. Det finns inga avrinningsområden uppströms utan avrinningsområdet är högsta punkten. Söderedeån som avvattnar avrinningsområdet har biflödesordning 2, vilket innebär att vattnet flödar genom totalt 2 vattendrag innan det når havet efter 5,8 kilometer. Avrinningsområdet består mestadels av skog (74 procent). Avrinningsområdet har 2,75 kvadratkilometer vattenytor vilket ger det en sjöprocent på 11,2 procent.